# Информационное множество
Информационное множество в теории игр — множество позиций в игре в развернутой форме, которые неразличимы между собой для игрока, совершающего в них ход из-за недостатка информации о ходах других игроков. Игры с информационными множествами, содержащими более одного элемента, называют играми с несовершенной информацией. В противном случае говорят об играх с совершенной информацией.
Если несовершенство информации вызвано тем, что участник в ходе игры «забывает» свои собственные действия, говорят об играх с несовершенной памятью.
Свойства позиций, входящих в информационное множество:
1. Во всех позициях из одного информационного множества право хода принадлежит одному и тому же игроку.
2. Наборы допустимых ходов во всех позициях из одного информационного множества одинаковы.
3. Если игрок выбирает некоторый ход в одной из позиций информационного множества, то он должен выбрать этот же ход и в остальных позициях.